# Vehkasaari (ö i Södra Savolax, Pieksämäki)
Vehkasaari är en ö i Finland. Den ligger i sjön Maavesi och i kommunen Jorois i den ekonomiska regionen  Pieksämäki ekonomiska region  och landskapet Södra Savolax, i den södra delen av landet, 260 km nordost om huvudstaden Helsingfors. Öns area är 10 hektar och dess största längd är 0,6 kilometer i sydöst-nordvästlig riktning.